# Steal This Album!
Steal This Album! è il terzo album in studio del gruppo musicale statunitense System of a Down, pubblicato il 25 novembre 2002 dalla American Recordings.
Il titolo dell'album deriva da quello del celebre libro Ruba questo libro di Abbie Hoffman; inoltre ha raggiunto la 15ª posizione della classifica statunitense Billboard 200.

## Descrizione
Steal This Album! è stato realizzato poco dopo la diffusione di alcuni brani inediti circolanti su internet, che facevano parte di un fan-made album intitolato Toxicity II. Il gruppo espresse il proprio disappunto per il fatto che i fan avessero avuto la possibilità di ascoltare del materiale inedito non ancora pronto per la pubblicazione e pertanto furono forzati a entrare nuovamente in studio per apportare la stesura definitiva a questi brani. Tra i brani precedentemente diffusi in rete e presenti nell'album ci sono F**k the System, Boom!, A.D.D., Innervision, Pictures e Roulette, quest'ultimo rimasto in cantiere «per circa sette o otto anni» prima della sua stesura definitiva. Una prima versione di Streamline, traccia conclusiva del disco, è apparsa inoltre nella colonna sonora del film Il re scorpione, oltre che come b-side di Aerials.
Nonostante il disco venne ritenuto dalla critica specializzata come una raccolta di b-side di Toxicity, il cantante Serj Tankian ha dichiarato che «[i brani] non li consideriamo b-side o pezzi scartati. [...] Questi [brani] non sono stati inclusi originariamente [in Toxicity] in quanto non avrebbero garantito la continuità complessiva dell'album». Sia lo stesso Tankian che il batterista John Dolmayan hanno dichiarato che Steal This Album! è, tra quelli dei System of a Down, il loro album preferito.

## Promozione
La versione pubblicata negli Stati Uniti d'America ha la particolarità di essere costituita soltanto da un jewel case e da un disco bianco riportante il nome dell'artista e il titolo come se fosse stato utilizzato un pennarello indelebile, senza la presenza di un libretto. L'edizione pubblicata in Europa si differenzia da quella messa in commercio negli Stati Uniti per un inserto di una sola pagina, mentre nel Regno Unito sono state messe in commercio quattro edizioni limitate dell'album, le quali si differenziano per la colorazione del disco, ciascuna disegnata da uno dei componenti del gruppo. La versione pubblicata su vinile è costituita invece da due picture disc i cui rispettivi lati raffigurano i disegni presenti nelle edizioni limitate.

Screenshot tratto dal video di Boom!

Steal This Album! è l'unico album dei System of a Down dal quale non sono stati estratti singoli destinati alla vendita. Tuttavia, sono stati distribuiti i singoli promozionali di Innervision e di Boom!, quest'ultimo accompagnato da un video musicale che mostra alcuni filmati tratti dalla protesta del 15 febbraio 2003 contro la guerra in Iraq, oltre a una mini-animazione satirica contro George W. Bush, Tony Blair, Saddam Hussein e Osama bin Laden.

## Accoglienza
L'album ricevette critiche generalmente favorevoli dai critici musicali, ottenendo 77 punti su 100 sul sito di recensioni Metacritic. Dandogli 4 stelle su 5 nella sua recensione su AllMusic, Chris True notò che «se il gruppo ha dato prova di sé con Toxicity, è che si tratta di uno dei pochi tiri di aria fresca nel metal da classifica. Questo album differisce poco, e con il suo sorprendente battito, è difficile discostarlo dalla qualità degli altri lavori del gruppo». Secondo Entertainment Weekly, che ha assegnato un B+ all'album, Steal This Album! «ha mostrato muscoli pompati e tatuati oltre la sua competizione in ambito hard rock».
Rolling Stone considerò Steal This Album! «un'assurda mescolanza di rabbia politica, allegra teatralità e math metal sconvolto». Jeremy Gladstone di Kludge Magazine diede all'album 7 punti su 10 nella sua recensione, spiegando che «Amati o meno, i System of a Down hanno saputo musicalmente imporsi, con testi considerevoli e basi prevedibilmente piacevoli, forse con qualche marcia in più rispetto all'andamento complessivo. Steal This Album! garantisce buon ascolto a tutti i fan. Peraltro, dalla traccia otto alla dodici, il materiale è troppo simile a prodotti precedenti. Il materiale non pubblicato a volte può essere ben fatto ma a volte no».
In un articolo su NME, sottotitolato «...insano, ridicolo, una cervellotica pizza con funghi extra...» Victoria Segal diede a Steal This Album! 3 stelle e mezzo su 5 in una recensione meno lusinghiera, scrivendo che «le preoccupazioni dei System of a Down possono anche essere serie, ma purtroppo non la loro musica», concludendo che il gruppo, attraverso l'album, risulta «insano, ridicolo e cervellotico, ma non sempre nel modo giusto».

## Tracce
1. Chic 'n' Stu – 2:23 (testo: Serj Tankian, Daron Malakian – musica: Daron Malakian)
2. Innervision – 2:33 (testo: Serj Tankian – musica: Daron Malakian)
3. Bubbles – 1:56 (testo: Serj Tankian – musica: Daron Malakian)
4. Boom! – 2:14 (testo: Serj Tankian, Daron Malakian – musica: Daron Malakian)
5. Nüguns – 2:30 (testo: Serj Tankian – musica: Serj Tankian, Daron Malakian)
6. A.D.D. (American Dream Denial) – 3:17 (testo: Serj Tankian, Daron Malakian – musica: Daron Malakian)
7. Mr. Jack – 4:09 (Serj Tankian, Daron Malakian)
8. I-E-A-I-A-I-O – 3:08 (testo: Serj Tankian, John Dolmayan – musica: Shavo Odadjian, Daron Malakian)
9. 36 – 0:46 (testo: Serj Tankian – musica: Daron Malakian)
10. Pictures – 2:06 (testo: Serj Tankian – musica: Daron Malakian)
11. Highway Song – 3:13 (testo: Serj Tankian – musica: Daron Malakian)
12. F**k the System – 2:12 (testo: Serj Tankian, Daron Malakian – musica: Daron Malakian)
13. Ego Brain – 3:21 (testo: Serj Tankian – musica: Serj Tankian, Daron Malakian)
14. Thetawaves – 2:36 (testo: Serj Tankian – musica: Serj Tankian, Daron Malakian)
15. Roulette – 3:20 (testo: Serj Tankian, Daron Malakian – musica: Daron Malakian)
16. Streamline – 3:37 (testo: Serj Tankian – musica: Serj Tankian, Daron Malakian)

## Formazione
Hanno partecipato alle registrazioni, secondo le note di copertina:
Gruppo
- Daron Malakian – chitarra, voce
- Serj Tankian – voce, tastiera
- Shavo Odadjian – basso
- John Dolmayan – batteria

Altri musicisti
- Arto Tunçboyacıyan – voce e percussioni (traccia 3)
- Greg Collins – theremin (traccia 13)

Produzione
- Rick Rubin – produzione, missaggio (traccia 15)
- Daron Malakian – produzione
- Andy Wallace – missaggio (eccetto traccia 15)
- David Schiffman – registrazione, missaggio (traccia 15)
- Thom Russo – registrazione, missaggio (traccia 15)
- Rich Balmer – assistenza tecnica
- Dwight Hume – assistenza tecnica
- Vlado Meller – mastering
- Steve Kadison – assistenza al mastering

## Classifiche
| Classifica (2002/03) | Posizione massima |
| -------------------- | ----------------- |
| Australia            | 11                |
| Austria              | 24                |
| Belgio (Vallonia)    | 38                |
| Finlandia            | 25                |
| Francia              | 34                |
| Germania             | 14                |
| Italia               | 45                |
| Norvegia             | 36                |
| Nuova Zelanda        | 26                |
| Paesi Bassi          | 41                |
| Regno Unito          | 56                |
| Stati Uniti          | 15                |
| Svezia               | 41                |
| Svizzera             | 25                |